# Henry Spira
Henry Spira (Anversa, 19 giugno 1927 – New York, 12 settembre 1998) è stato un attivista statunitense di origine belga dei diritti degli animali, ampiamente considerato come uno dei più efficaci difensori degli animali del XX secolo.
Lavorando con Animal Rights International, un gruppo da lui fondato nel 1974, Spira è ricordato in particolare per la sua fortunata campagna del 1976 contro la sperimentazione animale al Museo americano di storia naturale, dove si conducevano esperimenti sui gatti per ricerche sessuali, e per la sua inserzione a tutta pagina del 1980 su The New York Times che mostrava un coniglio con un cerotto sugli occhi, e la didascalia, "How many rabbits does Revlon blind for beauty's sake?" ("Quanti conigli acceca la Revlon per amore della bellezza?")

## Origini

### Giovinezza
Spira nacque ad Anversa, in Belgio, da Maurice Spira e Margit Spitzer Spira. Maurice e suo padre avevano lavorato nel commercio di diamanti; il padre di sua madre, in Ungheria, aveva raggiunto la posizione di rabbino capo di Amburgo. La famiglia era finanziariamente agiata; Henri ebbe una tata e fu educato in un lycée di lingua francese. Quando aveva 10 anni, suo padre andò a Panama, e il resto della famiglia si trasferì in Germania per vivere con la famiglia di Margit. Spira si unì a un gruppo di giovani ebrei e cominciò a imparare l'ebraico.:1–17
Suo padre li mandò a prendere nel 1938; aveva aperto un magazzino che vendeva abiti e gioielli a buon mercato, per la maggior parte ai marinai, e la Germania era un luogo sempre più insicuro per gli Ebrei. Henry fu mandato in una scuola cattolica gestita da suore, dove le lezioni erano svolte in spagnolo, finché suo padre rimase senza denaro e non poté più permettersi le rette. Trascorse così l'anno successivo lavorando nel magazzino di suo padre.:1–17

### New York e Hashomer Hatzair
Quando Henry aveva tredici anni, nel dicembre 1940, la famiglia salpò per New York via L'Avana sullo SS Copiapo. Suo padre lì lavorava nell'industria dei diamanti, e affittarono un appartamento sulla 104ª Strada Ovest. Henry fu mandato alla scuola pubblica. Continuò a studiare l'ebraico – pagandosi le lezioni con lavori durante le vacanze –, fece la sua cerimonia del Bar mitzvah e indossò una kippah.
Nel 1943, mentre frequentava la Stuyvesant High School, venne coinvolto in Hashomer Hatzair, un gruppo sionista non religioso, di sinistra che aiutava a preparare giovani Ebrei a vivere nei kibbutz in Palestina. Questi erano campi estivi, dove veniva loro insegnato a coltivare la terra, a fare molte escursioni e lezioni sull'uguaglianza degli uomini e delle donne. Peter Singer scrive che l'antimaterialismo e l'indipendenza di pensiero che Spira imparò dal suo periodo con Hashomer Hatzair – dove andava sotto il suo nome ebraico, Noah – rimasero con lui per il resto della sua vita. Decise di lasciare casa quando aveva sedici, prendendo alloggi e un lavoro pomeridiano in un negozio di macchine, e frequentando la scuola al mattino.

### Marina mercantile e vita nell'esercito
Nel 1944, Spira divenne un sostenitore del Partito Socialista dei Lavoratori (PSL) (Socialist Workers Party, SWP). Lui e il suo collega attivista John Black reclutavano studenti delle scuole superiori per Il PSL. Divenne un marinaio mercantile nel 1945, unendosi ad altri trotskisti che erano attivi nel National Maritime Union (sindacato marittimo nazionale). Quando i membri e i capi del sindacato di tendenze comuniste o di sinistra furono purgati dallo SMN durante l'era di McCarthy, fu messo sulla lista nera come rischio per la sicurezza; nel marzo 1952, gli fu comunicato che la sua presenza su un vascello mercantile era "ostile alla sicurezza del governo statunitense". In seguito raccontò a Peter Singer: "Pensavo che facesse parte del gioco: Combatti il sistema e loro salderanno i conti con te.":1–17
Fu arruolato nell'esercito statunitense, prestando servizio a Berlino nel 1953-54, dove fu assegnato a parlare ogni settimana a varie centinaia di soldati delle notizie e degli affari correnti.:1–17 Dopo due anni nell'esercito, lavorò alla fabbrica di General Motors a Linden (New Jersey) alla catena di montaggio.:1–17 Mentre lavorava alla GM, Spira disse che osservava il potere che gli individui potevano esercitare quando agivano indipendentemente da un'organizzazione.:1–17

## Attivismo

### Giornalismo e attivismo per i diritti umani
Negli anni '50 e '60 Spira scrisse per il giornale del Partito Socialista dei Lavoratori, The Militant, e per altre pubblicazioni di sinistra o alternative, spesso con il nome di "Henry Gitano". Seguì lo sciopero degli United Auto Workers a New Castle (Indiana) nel 1955, durante il quale dei lavoratori furono feriti e venne dichiarata la legge marziale. Scrisse molto anche riguardo ai movimenti per i diritti civili a Montgomery (Alabama) e Tallahassee nel 1956 durante il boicottaggio dei bus a Montgomery. In più si occupò delle lotte per la segregazione e per il diritto di voto nel corso del 1960. Venne conosciuto perché parlava direttamente con le persone coinvolte nelle contestazioni comunicando le loro storie, creando così legami fra i movimenti per i diritti lavorativi e civili.:18–19
Nel 1958-59, The Militant pubblicò una serie di articoli da lui scritti sugli abusi di potere dell'FBI sotto la guida di J. Edgar Hoover. Singer suggerisce che il più ampio impatto della serie, al di là della ristretta cerchia dei lettori del giornale socialista, insegnò una lezione a Spira: che “le ricerche accurate possono spesso portare alla luce le contraddizioni interne in ciò che una grande organizzazione dice e fa.”:26
Spira fece un viaggio a Cuba nel 1958 poco dopo che Fidel Castro e i suoi seguaci avevano rovesciato Fulgencio Batista, scrivendo dei cambiamenti ai quali stava assistendo, che “riflettevano i primi eccitanti giorni della rivoluzione, prima che l'ostilità americana spingesse Castro tra le braccia dell'Unione Sovietica e lo portasse a reprimere l'opposizione.":27 Spira fu il primo giornalista statunitense a viaggiare a Cuba e a intervistare Castro dopo la rivoluzione. I suoi scritti spinsero il PSL e altri gruppi di sinistra a formare il Comitato per la condotta leale verso Cuba (Fair Play for Cuba Committee), che lavorò per informare gli Americani su Cuba e prevenire un'invasione statunitense. Due settimane prima dell'invasione della Baia dei Porci, Spira avvertì di preparativi che coinvolgevano il coordinamento della CIA con esuli cubani.":28–29
Spira fu coinvolto anche nel Comitato per la democrazia dell'SMN (Committee for NMU Democracy) nei primi anni 1960, durante un periodo in cui i dissidenti affrontavano pestaggi e minacce di violenza da parte dei sostenitori del presidente del sindacato Joseph Curran. Spira scrisse denunce dei modi nei quali Curran stava “spennando” i membri del sindacato, ispirando i dissidenti e i lavoratori della base dentro l'SMN e in altri sindacati.:35–40
Nel 1958, si laureò come studente fuori corso al Brooklyn College di New York, e nel 1966 cominciò a insegnare letteratura inglese in una scuola superiore di New York, insegnando agli studenti dei ghetti.

### Attivismo per i diritti animali
Spira raccontò al New York Times che divenne interessato ai diritti animali nel 1973 dopo aver accudito Nina, la gatta di un amico: "Cominciai a domandarmi quanto fosse appropriato coccolare un animale mentre si conficcavano un coltello e una forchetta in un altro."
Intorno allo stesso periodo, lesse una rubrica di Irwin Silber in The Guardian, un giornale di sinistra di New York (ora chiuso) su un articolo del 5 aprile 1972 del filosofo australiano Peter Singer in The New York Review of Books. L'articolo di Singer era una recensione di Animals, Men and Morals ("Animali, uomini e morale") (1971) di tre filosofi di Oxford, John Harris e Roslind e Stanley Godlovitch. Singer dichiarò il libro un manifesto per la "liberazione animale", coniando in tal modo l'espressione.
Spira si impossessò dell'articolo di Singer e si sentì ispirato: "Singer descriveva un universo di più di 4 miliardi di animali che venivano uccisi ogni anno solo negli USA. La loro sofferenza è intensa, diffusa, espansiva, sistematica e socialmente sanzionata. E le vittime sono incapaci di organizzarsi in difesa dei propri interessi. Sentivo che la liberazione animale era l'estensione logica di tutto ciò che riguardava la mia vita – identificarmi con gli inermi e i vulnerabili, le vittime, i dominate e oppresse."
Nel 1974, fondò Animal Rights International (ARI) in uno sforzo per esercitare pressione sulle compagnie che usavano gli animali. A lui si attribuisce l'idea della "vergogna reintegrativa", che implica incoraggiare gli avversari a cambiare lavorando con loro – spesso privatamente – piuttosto che diffamandoli in pubblico. La sociologa Lyle Munro scrive che Spira fece ogni sforzo per evitare di usare la pubblicità per svergognare le compagnie, usandola solo come ultima risorsa.
Nel 1976, guidò la campagna dell'ARI contro la vivisezione sui gatti che il Museo americano di storia naturale conduceva da 20 anni, intesa indagare l'impatto di certi tipi di mutilazione sulle vite sessuali dei gatti. Il museo interruppe la ricerca nel 1977, e la campagna di Spira fu acclamata come la che fosse mai riuscita a fermare gli esperimenti animali.
Un'altra campagna molto nota prese di mira l'uso del test di Draize da parte del gigante dei cosmetici Revlon, che implica mettere gocce di sostanze negli occhi degli animali, di solito conigli, per determinare se sono tossiche. Il 15 aprile 1980, Spira e l'ARI sottoscrissero un'inserzione a tutta pagina nel  New York Times, con il titolo, "How many rabbits does Revlon blind for beauty's sake?" ("Quanti conigli acceca la Revlon per amore della bellezza?"). Nel giro di un anno, la Revlon aveva donato 750.000 dollari a un fondo per indagare alternative alla sperimentazione animale, seguita da sostanziose donazioni da Avon, Bristol Meyers, Estée Lauder, Max Factor, Chanel e Mary Kay Cosmetics, donazioni che portarono alla creazione del Centro per le alternative alla sperimentazione animale (Center for Alternatives to Animal Testing).
Altre campagne presero di mira la marchiatura sul viso del bestiame, l'industria del pollame e il gigante del fast food KFC, con un annuncio che combinava un secchio della KFC e un gabinetto. Spira portò la foto di un primate che era stato imprigionato per mesi in una sedia dell'Ospedale della Marina a Bethesda al Black Star Wire Service, che mandò la foto in tutto il mondo. Fu mostrata a Indira Gandhi, il Primo Ministro indiano, la quale cancellò le esportazioni di scimmie negli Stati Uniti, perché la foto suggeriva che la Marina statunitense stesse violando un trattato con l'India, che proibiva le ricerche militari sugli animali.
Nondimeno, Spira fu un sostenitore del cambiamento graduale, negoziando con la McDonald's, per esempio, migliori condizioni nei mattatoi dei suoi fornitori. Si dimostrò particolarmente abile a far leva sul potere delle maggiori organizzazioni per il benessere animale, come la Humane Society of the United States ("Associazione umanitaria degli Stati Uniti"), per sostenere le sue campagne.
Spira morì di carcinoma dell'esofago nel 1998.